# Mario Kempes
Mario Alberto Kempes (Bell Villa, Córdoba, 15. srpnja 1954.) je bivši argentinski nogometni napadač. Njegov otac, Mario, također je bio nogometaš. U dobi od 7 godina, počeo je igrati juniorsku momčad, a s 14 se pridružio momčadi Córdobe. Svoju slavu stekao je igrajući za Valenciju i Argentinsku reprezentaciju, kada je osvojio Svjetsko nogometno prvenstvo 1978.

## Trofeji

### Klub
- Valencia
  - Copa del Rey: 1979.
  - Kup pobjednika kupova: 1980.
  - Europski superkup: 1980.
  - Pichichi: 1977., 1978.

- River Plate
  - Nacional: 1981.

### Reprezentacija
- Argentina
  - Svjetsko prvenstvo: 1978.
  - Zlatna kopačka: 1978.
  - Zlatna lopta: 1978.

### Individualne nagrade
- Argentinski igrač godine: 1978.
- Južnoamerički trener i igrač godine (Od "El Mundo"): 1978.
- Najbolji strijelac Nacional Lige: 1974.
- Najbolji strijelac Metropolitana: 1976 .
- Najbolji igrač godine: 1978.